# Marguerite Bourgeoys
Marguerite (Margherita) Bourgeoys (Troyes, 17 aprile 1620 – Montréal, 12 gennaio 1700) è stata una religiosa francese. Beatificata da papa Pio XII il 12 novembre 1950, è stata proclamata santa da papa Giovanni Paolo II nel 1982.
Svolse il suo apostolato in Canada, dove si dedicò all'insegnamento e fondò l'istituto delle Suore della Congregazione di Nostra Signora.
Il suo elogio si legge nel martirologio romano al 12 gennaio.